# 乙巳秋曹摘發事件
乙巳秋曹摘發事件是1785年发生的一起朝鲜王朝迫害天主教徒事件。
1785年春，李檗等一干天主教徒行动诡秘，频繁聚会，李檗为大家讲经，众人自称弟子。此事为刑曹（秋曹）官吏警觉，以为他们在赌博，便闯入聚会场所——汉城（今首尔）明礼洞中人译官金范禹家，搜出耶稣像及大量天主教书籍。大臣纷纷上疏攻击天主教为邪教，由于教徒大多是官宦子弟，最后朝鲜政府宽大处理，李檗、李承薰等迫于压力而背教，出身中人、提供场地的金范禹焚烧祖宗牌位被捕，并处以流放，后因拷问时落下的病痛死去，成为朝鲜第一个殉教者。
朝鲜王朝不能容忍教徒有固定聚会日期、教徒有教义书籍膜拜耶稣像等，故定天主教为邪教。